# 오나거
오나거(Onager)는 고대 그리스와 고대 로마에서 사용한 투석기의 일종이다.
긴 끈이나 머리카락으로 양쪽 끝을 고정시켜 투석 끈 모양의 암에 장착한 뒤 윈치 등을 감았다 풀어 그 반동력으로 투석했다.
"오나거"는 아시아당나귀라는 뜻으로, 뒷부분이 당나귀가 차듯 들썩거린다고 해서 붙여진 이름이다.

## 같이 보기
- 캐터펄트
- 발리스타
- 투석기

## 참고 문헌
- 《판타지 라이브러리》 32권 〈무기사전〉